# 木村早苗
木村 早苗（きむら さなえ、1974年4月5日 - ）は、日本の元女優、元歌手。神奈川県出身。血液型はA型。身長166cm。B82cm - W56cm - H86cm。 活動時の所属事務所はスターダストプロモーション。

## 人物・エピソード
1994年夏から1998年2月までミュージカル『美少女戦士セーラームーン』（バンダイ版）に初代・天王はるか / セーラーウラヌス役で出演していたが、2003年に自身の公式サイトで結婚を発表し、その後公式サイトが消滅。それ以降は表立った活動はしていなかったが、2019年にミュージカルの音楽を担当していた小坂明子の芸歴45周年を記念したイベント「小坂明子45周年記念 美少女戦士セーラームーン Music History Supported by Pretty Guardians」に出演。
そして2020年には小坂のYouTubeチャンネル「小坂明子のちいさな家」での生配信に出演したが、その生配信で自身が語ったところによると、現在は京都府に在住して3児の母であり、2017年に行われた「美少女戦士セーラームーン25周年記念 Classic Concert」にミュージカルで共演していたANZAと共に観に行ったことや、また歌をやりたいと小坂のレッスン教室に通って小坂と一緒にライヴをしたこと、ピラティスの資格を取ったことなどを語っている（また、生配信上で表記されていた名前が「山口早苗」となっていた）。
2023年9月21日には自身の公式X（旧Twitter）を開設し、同日に配信シングル「EMPTY HEART」をリリース。そして同月24日には小坂のチャンネル内で「EMPTY HEART」と「3人」のミュージック・ビデオが公開された。

## 主な出演作品

### CM
- 江崎グリコ 「キスミント」（1996年）

### 舞台
- ミュージカル『美少女戦士セーラームーン』（1994年 - 1998年2月、サンシャイン劇場 他）- 天王はるか / セーラーウラヌス 役 ※初代
- ミュージカル『少女革命ウテナ』（1997年12月17日 - 29日、博品館劇場）- 有栖川樹璃 役

### イベント
- 小坂明子45周年記念 美少女戦士セーラームーン Music History Supported by Pretty Guardians（2019年11月9日・10日、原宿クエストホール）
- ANZA∞小坂明子 「未来が過去になる日」（2023年9月24日、Blues Alley Japan）

## 作詞
- Over The Moon （ミュージカル『美少女戦士セーラームーン』）

## ディスコグラフィ

### 配信シングル
- EMPTY HEART（2023年9月21日）[注釈 1]
  1. EMPTY HEART
作詞：木村早苗, 小坂明子 / 作曲：小坂明子
  2. 3人
作詞：木村早苗, 小坂明子 / 作曲：小坂明子
  3. 深呼吸
作詞：木村早苗, 小坂明子 / 作曲：小坂明子